# Trey Songz
Tremaine Aldon Neverson (Petersburg, 28 de novembro de 1984), conhecido como Trey Songz, é um cantor de R&B estadunidense.

## O Início
Tremaine Aldon Neverson nasceu em 28 de Novembro de 1984, em Petersburg. Ele reconheceu as suas capacidades vocais com 14 anos.  	
Relutante em cantar, ele começou a atuar com o incentivo de amigos e familiares. O Produtor Troy Taylor descobriu Songz durante um show de talentos, que o levou a um contrato com a Atlantic Records e hoje é um dos maiores cantores da categoria R&B, com uma voz conhecida mundialmente.

## Carreira

### 2005-2006:I Gotta make It
Enquanto gravava seu primeiro álbum, Songz realizava mixtapes com o pseudônimo de Prince of Virgínia. Ele fez uma gravação em resposta à música de R. Kelly, “Trapped in the Closet”, intitulada “Open the Closet”. Seu primeiro álbum, I Gotta Make It foi realizado em Julho de 2005 pela Atlantic Records. Ficou no número 20 na Billboard 200, vendendo cerca de 40.000 cópias na primeira semana de lançamento. O primeiro álbum de Songz teve como primeiro single, Gotta Make It, que ficou no número 87 da Billboard Hot 100, e no número 21 da Hot R&B/Hip-Hop Songs, sendo seu primeiro hit no Top 40 de R&B. Outro single, Gotta Go, ficou no número 67 no Hot 100 e número 11 do Hot Hot R&B/Hip-Hop Songs.

### 2007-2008:Trey Day
Songz realizou seu segundo álbum, Trey Day, em Outubro de 2007. O álbum mais uma vez teve participações de Bun B, que apareceu na faixa de abertura, e Jim Jones.  Produzindo o segundo álbum de Songz, inclui-se Bryan-Michael Cox, R. Kelly, James Harris, Terry Lewis, Andrew Harr, Bernard Freeman, Floyd Hills, ao lado de [[Tamir “Nokio” Ruffin, Justin Haro e M.S. Eriksen. O álbum foi número 11 na Billboard 200, vendendo mais unidades que o seu primeiro álbum, I Gotta Make It. O primeiro single, "Wonder Woman”, ficou no número 54 das paradas do Hot R&B/Hip-Hop Songs, porém não teve bom desempenho na Billboard Hot 100.
O segundo single, “Can’t Help but Wait”, número 14 na Billboard Hot 100, e número dois nas paradas do Hot R&B/Hip-Hop Songs, tornando-se então o primeiro single de Trey Songz nas paradas de R&B. “Can’t Help but Wait” ficou em número 74 na Billboard Pop 100, em Fevereiro de 2008. Ainda fez parte da trilha sonora do filme Step Up 2: The Streets. O terceiro single de “Trey Day”, “Last Time”, ficou em número 69 na Billboard Hot 100, e número 9 no Hot Hot R&B/Hip-Hop Songs. Em 2008, Songz foi nomeado para o BET Awards por melhor artista masculino de R&B.

### 2009-2010:ReadyePassion, Pain & Pleasure
Em 2009, “Can’t Help but Wait” deu a Songz uma nomeação por Melhor Performance de R&B Masculina no Grammy de 2009. Ele anunciou o lançamento de seu terceiro álbum, Ready, realizado em Setembro de 2009. Antes do lançamento de Ready, Songz lançou em seu blog uma mixtape intitulada Anticipation em Junho de 2009. Essa mixtape foi a segunda lançada por Trey Songz em 2009, com a primeira intitulada Genesis. Genesis é uma coletânea com as primeiras gravações de Trey Songz, de quando ele tinha apenas quinze anos. Essa coletânea foi lançada para mostrar a seus fãs sua dedicação que ele teve para gravar suas canções desde jovem.
O primeiro single de Ready foi “I Need a Girl”. O álbum ficou na terceira posição da Billboard 200, vendendo 141.000 cópias na primeira semana de lançamento.
“I Need a Girl” foi um hit na Billboard Hot R&B/Hip-Hop Songs, ficando na quinta posição e também ficou no número 59 na Billboard Hot 100. O segundo single, “Successful”, com a participação do canadense Drake, ficou no número 17 na Billboard Hot 100, sua segunda canção a entrar no top 20. O terceiro e quarto singles, “LOL Smilely Face” e “I Invented Sex”, também com a participação de Drake,  entrou para a Billboard Top 100 e ficou mais acima no R&B chart. O quinto single, “Say Aah”, com a participação do rapper Fabulous,  recentemente alcançou a 9ª posição no Hot 100, sendo então o maior hit de sua carreira. O álbum foi nomeado para Melhor Álbum Contemporâneo de R&B na 54ª edição do Grammy, mas perdeu para o álbum de Beyoncé, I Am... Sasha Fierce. Ainda consegue algumas posições na R&b/Hip-Hop Charts com as músicas Already Taken e Neighbors Know My Name, a primeira pertencente a trilha sonora do Filme Step Up 3D(Se Ela Dança, Eu Danço 3D) e a segunda contida no álbum Ready, respectivamente.
No segundo semestre de 2010, após anunciar lançamento do seu novo disco Passion, Pain & Pleasure para 14 de Setembro, lança o primeiro Single do disco, a música "Bottoms Up" que rapidamente vai crescendo nas paradas da Billboard Hot 100 e Hot R&B/Hip-Hop Songs. Ainda lança outro Single do disco, chamado "Can't Be Friends" que rapidamente se integra também ao R&B/Hip-Hop Charts.
2014: Trigga
Em 2014 Trey lança seu novo álbum de estúdio chamado Trigga ( que também é seu alter-ego) o álbum é o projeto mais ambicioso do cantor e tem parcerias de peso como o rapper Juicy J e o cantor Justin Bieber. Os singles são: NaNa, Foreign, Smartphones, Foreign Remix ( feat. Justin Bieber) e Late Night ( feat. Juicy J). Em 24 de março de 2017 lança seu 7° album de estudio chamado de Tremaine.

## Discografia
Álbuns de estúdio
- I Gotta Make It (2005)
- Trey Day (2007)
- Ready (2009)
- Passion, Pain & Pleasure (2010)
- Chapter V (2012)
- Trigga (2014)
- Tremaine (2017)
- Back Home (2020)

## Filmografia
- Lincoln Heights (2009) (Série de TV)
- A Filha do Pastor (2010)
- Media da Rainha (2010)
- The Texas Chainsaw Massacre 3D (2012)

## Trilha sonora
- Step Up 2 (Se Ela Dança, Eu danço) - com Can't Help But Wait
- Step Up 3D (Se Ela Dança, Eu Danço 3D) - com Already Taken